# Ayenia fasciculata
Ayenia fasciculata là một loài thực vật có hoa trong họ Cẩm quỳ. Loài này được Millsp. ex Standl. mô tả khoa học đầu tiên năm 1930.